# Ericsson R380

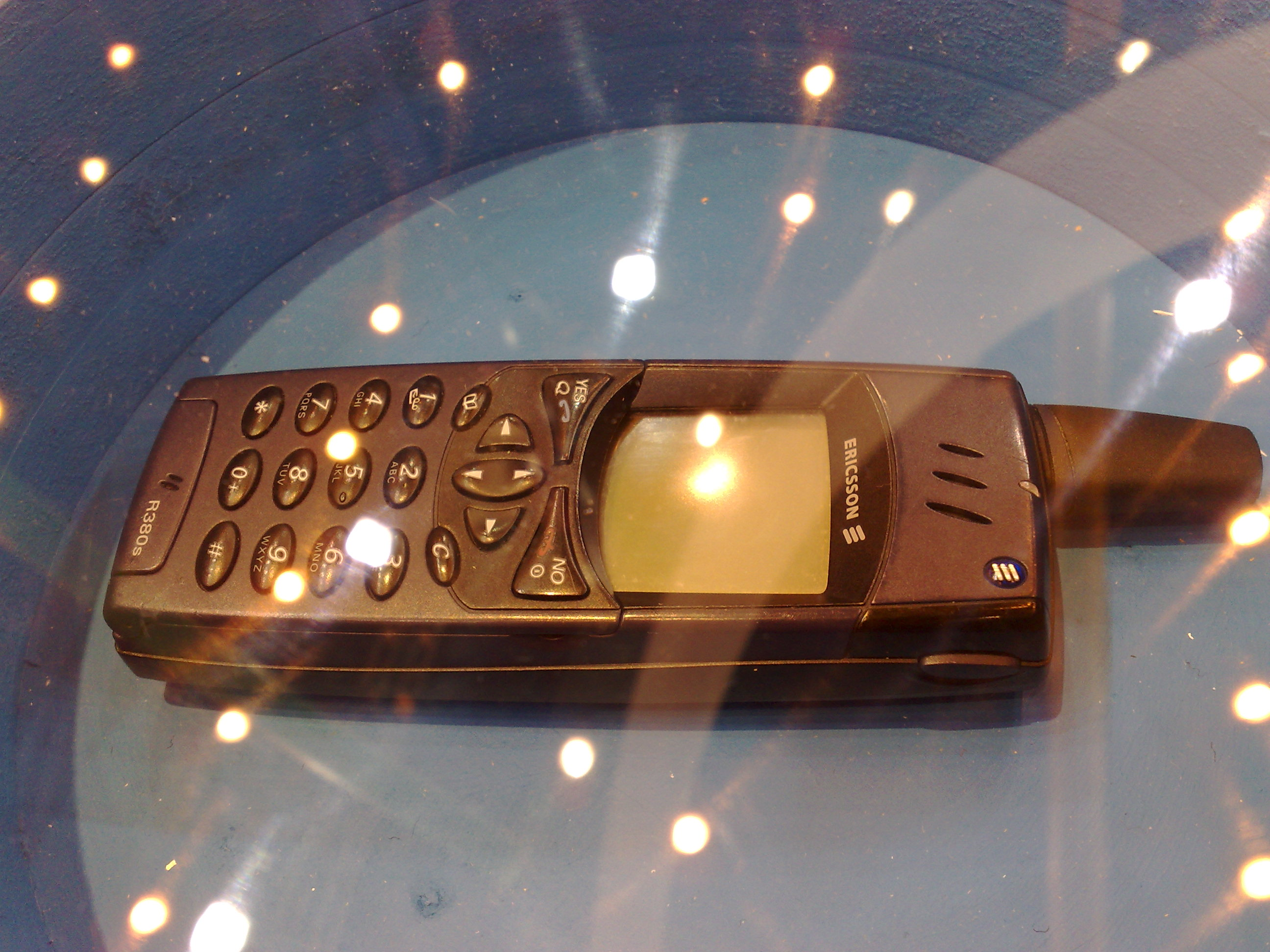
O smartphone Ericsson R380.

O Ericsson R380 foi um celular baseado na tecnologia GSM, desenvolvido pela Ericsson Mobile Communications, lançado em 2000. Ele combinava as funções de um celular, com as funções de um personal digital assistant (PDA).
O R380 foi inicialmente comercializado como o primeiro "smartphone". Em Dezembro de 1999, a revista Popular Science, assinalou que o R380 foi um dos mais importantes e avançados dispositivos na ciência e na tecnologia. Ele foi um dispositivo inovador, já que era pequeno e luminoso como um celular comum. Foi também o primeiro dispositivo a fazer o uso do Symbian OS, que outrora havia sido utilizado apenas por organizadores do Psion.
Seu display consistia em uma tela em preto e branco touchscreen, parcialmente coberta por um flip. Por essa razão, ele pode ser considerado o antecessor direto da popular série de smartphones, os Sony Ericsson P800 e P900.